# Liste der Biografien/Tuk
Liste der Biografien |
Portal Biografien |
Personensuche
# |
A |
B |
C |
D |
E |
F |
G |
H |
I |
J |
K |
L |
M |
N |
O |
P |
Q |
R |
S |
T |
U |
V |
W |
X |
Y |
Z |
?
 
Ta |
Tc |
Te |
Tf |
Tg |
Th |
Ti |
Tj |
Tk |
Tl |
Tm |
To |
Tq |
Tr |
Ts |
Tu |
Tv |
Tw |
Tx |
Ty |
Tz
 
Tua |
Tub |
Tuc |
Tud |
Tue |
Tuf |
Tug |
Tuh |
Tui |
Tuj |
Tuk |
Tul |
Tum |
Tun |
Tuo |
Tup |
Tuq |
Tur |
Tus |
Tut |
Tuu |
Tuv |
Tuw |
Tux |
Tuy |
Tuz
Die Liste der Biografien führt alle Personen auf, die in der deutschsprachigen Wikipedia einen Artikel haben. Dieses ist eine Teilliste mit 31 Einträgen von Personen, deren Namen mit den Buchstaben „Tuk“ beginnt.

## Tuk

### Tuka
- Tuka, Amel (* 1991), bosnischer Leichtathlet
- Tuka, Vojtech (1880–1946), slowakischer Jurist und PolitikerVojtech Tuka (1880–1946)

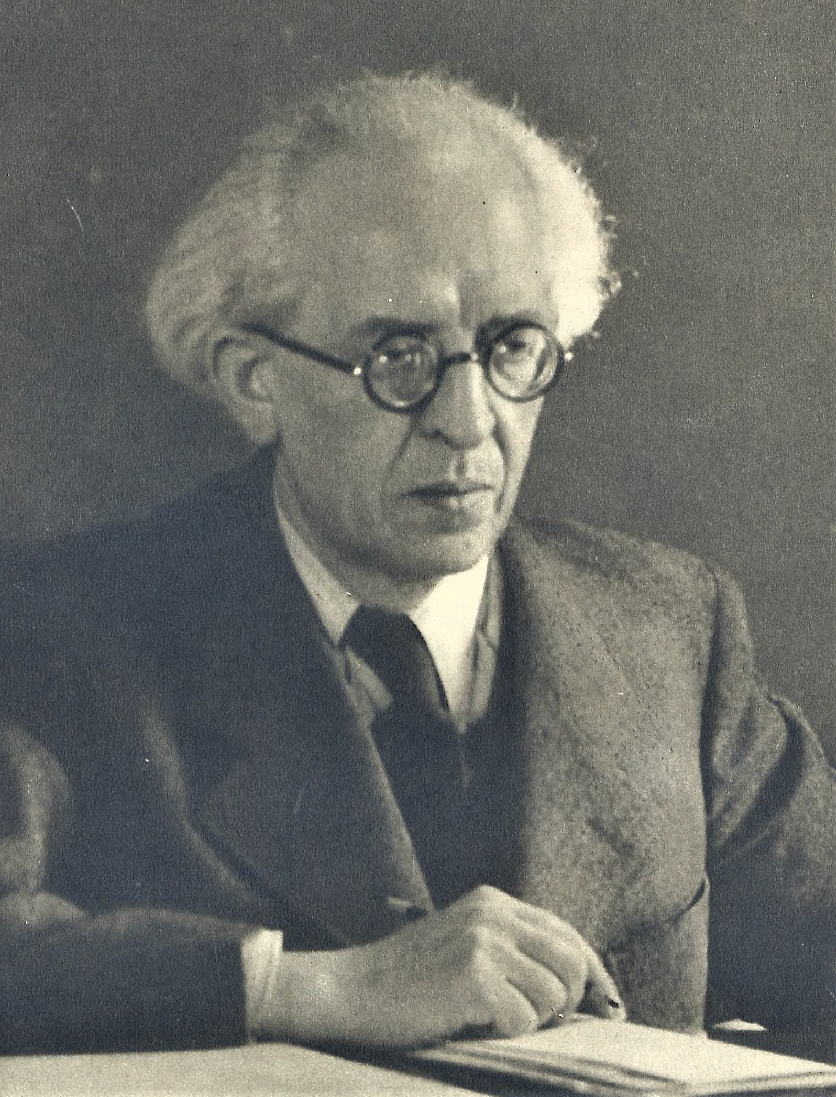
Vojtech Tuka (1880–1946)

- Tukaj, Armela (* 2001), albanische Fußballspielerin
- Tukaj, Gabdulla (1886–1913), tatarischer Volksdichter, Literaturkritiker, Essayist und Übersetzer
- Tukalskyj-Neljubowytsch, Jossyf († 1675), ukrainischer Geistlicher und Politiker
- Tukar, Rida (* 1975), saudi-arabischer Fußballspieler
- Tukaram (1608–1649), indischer Dichter und Mystiker

### Tuke
- Tuke, Blair (* 1989), neuseeländischer Segler
- Tuke, Henry Scott (1858–1929), britischer Maler
- Tuke, Mabel (1871–1962), englisch-britische Suffragette
- Tuke, Samuel (1784–1857), englischer Quäker, Menschenfreund und Reformer psychiatrischer Anstalten
- Tuke, William (1732–1822), englischer Geschäftsmann, Philanthrop und Gründer des psychiatrischen Hospitals Retreat (Zuflucht) in York
- Tükenmez, Şaban (* 1997), türkischer Fußballspieler
- Tuker, Francis (1894–1967), britischer Generalleutnant
- Tukey, John W. (1915–2000), US-amerikanischer Statistiker

### Tuki
- Tukia, Pekka (* 1945), finnischer Mathematiker
- Tukiet, Traisy (* 1994), malaysische Wasserspringerin
- Tukire, Wilson (* 1987), ugandischer Badmintonspieler

### Tukl
- Tuklan, Toni (* 1970), nigerianisch-deutscher Rapper und Reggae-Musiker

### Tukm
- Tukmakow, Wolodymyr (* 1946), ukrainischer Schachspieler

### Tuko
- Tukonen, Lauri (* 1986), finnischer Eishockeyspieler

### Tuks
- Tuksal, Hidayet (* 1963), türkisch-islamische Feministin und Kolumnistin

### Tukt
- Tuktamyschewa, Jelisaweta Sergejewna (* 1996), russische Eiskunstläuferin

### Tuku
- Tukuafu, Will (* 1984), US-amerikanischer American-Football-Spieler
- Tukuʻaho, Nanasipauʻu (* 1954), Königin von Tonga
- Tukulti-apil-Ešarra I. († 1076 v. Chr.), assyrischer König
- Tukulti-apil-Ešarra II. († 935 v. Chr.), assyrischer König
- Tukulti-apil-Ešarra III. († 726 v. Chr.), König von Assyrien
- Tukulti-Ninurta I., assyrischer König
- Tukulti-Ninurta II., assyrischer König
- Tukur, Ulrich (* 1957), deutscher Schauspieler und MusikerUlrich Tukur (* 1957)

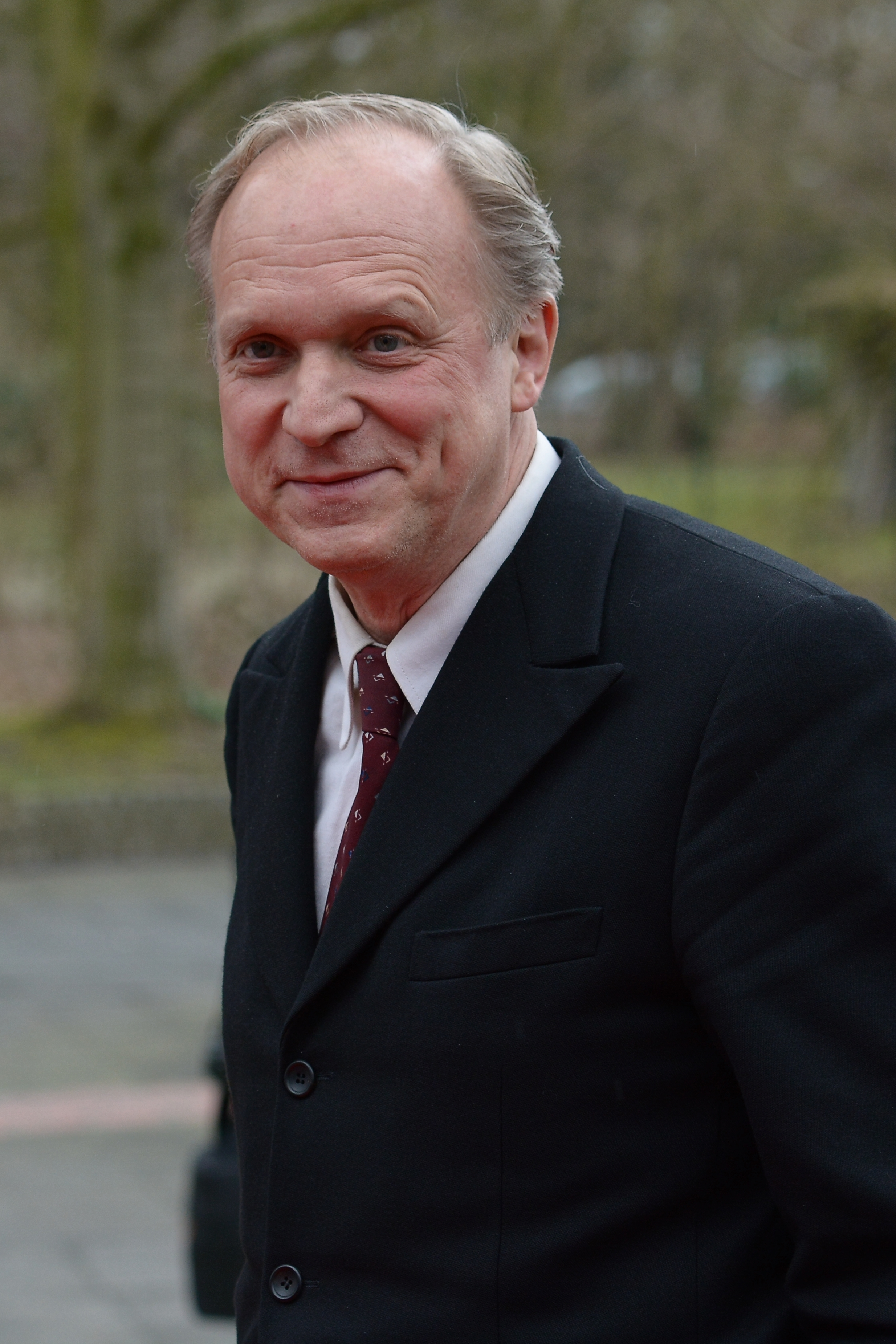
Ulrich Tukur (* 1957)